# Casa-Museu Dr. Anastácio Gonçalves
A Casa-Museu Dr. Anastácio Gonçalves, ou Casa Malhoa, é uma casa-museu localizada na antiga freguesia de São Sebastião da Pedreira, atual Avenidas Novas, em Lisboa.
Projectada pelo arquitecto Norte Júnior nos anos 1904–1905, foi construída com a finalidade de servir de habitação e atelier de trabalho ao pintor José Malhoa. 
Esta Casa-Museu foi agraciada com o Prémio Valmor, em 1905, devido à sua beleza arquitectural, e está classificada como Imóvel de Interesse Público desde 1982.

## O Edifício
A autorização para a construção da referida casa — inicialmente chamada “Oficina Pró-Arte” e depois “Casa Malhoa” — foi dada pela Câmara Municipal de Lisboa em 1904, tendo a obra ficado ao encargo do construtor Frederico Ribeiro.
Tratou-se, assim, da primeira casa-de-artista da capital.
O construtor escolhido Frederico Ribeiro conhecido por mestre já teria o desejo de ser o primeiro construtor autor da primeira casa de artista em Lisboa. Terá confiado a elaboração do projecto a Manuel Joaquim Norte Júnior (1978-1962) pela prova do seu talento no concurso para a pensão Valmor.
É uma casa constituída na sua fachada por três corpos bem distintos, mas que se integram de uma forma harmoniosa no seu conjunto. Destaca-se na zona central um grande janelão, correspondente à zona que servia de atelier ao pintor. À esquerda desse janelão pode-se ver um pequeno alpendre sobre a escada que dá acesso à porta de entrada. O lado direito da fachada corresponde à zona da sala de jantar.
A Casa Malhoa integrou-se urbanisticamente no plano de crescimento da cidade de Lisboa, o qual não enunciava princípios normativos em matéria de desenho urbano: “cada promotor, construindo para si mesmo, para venda ou arrendamento, pôde optar entre prédio ou moradia, pela ocupação de toda a frente do lote ou não, pelo isolamento do edifício ou pela disposição em banda. As cérceas não foram impostas, muito menos exigências de materiais ou de resoluções estilísticas”.
Assim, Norte Júnior projetou um edifício de gaveto, isolado, com uma planta irregular, mas com uma implantação harmónica, distribuído por cave e dois pisos, incluindo espaços ajardinados e muro à volta.
A decoração das fachadas assume grande importância, não só pelo cuidado com os pormenores, mas também pelo ritmo empregue, de forma coerente, entre os vários elementos empregues: “eles articulam-se com o jogo de janelas e vazamentos que pululam por todo o edifício entre elementos neo-românicos, persistências da “casa à portuguesa”.
O vitral na sala de jantar e sala anexa ao atelier do pintor é de origem francesa. De destacar também, no exterior do edifício, o portão em ferro forjado, estilo Arte Nova.
No conjunto dos elementos decorativos da fachada, destacam-se o friso de azulejos que marca a passagem do primeiro para o segundo piso, embora também existam vários outros registos figurativos e florais, com predomínio das cores de fundo azul e branco (embora também exista o amarelo), que se vão articulando com uma fenestração que é irregular e variada: no corpo central do primeiro piso contam-se quatro janelas de vão retangular; no segundo piso observa-se uma ampla janela de sacada sobre mísulas, com guarda de ferro, sendo que todo o vão é preenchido por uma quadrícula de ferro e vidro.
Em suma, “este edifício, que lembra uma original reinterpretação da Casa Portuguesa, traduz uma síntese das correntes estéticas da época, evidenciando um ecletismo patente na utilização do vitral, do azulejo e do ferro forjado, assim como num gosto neo-românico, visível em alguns vãos, associado a uma estética Arte Nova, nomeadamente ao nível da decoração dos vitrais no interior, do ferro forjado no portão e do luxo no programa ornamental”.
No período de sucedeu à conclusão das obras de construção, José Malhoa realizou inúmeras viagens, acompanhado pela mulher, exibindo as suas obras nas mais conceituadas exposições de todo o mundo. Contudo, em 1917 verifica-se a morte do seu irmão, seguida pela da sua mulher em 1919, o que, segundo os historiadores, o fez mergulhar numa depressão. Ainda em 1919, o pintor resolve vender a sua casa, instalando o seu atelier na Rua do Rosário, também em Lisboa, já a partir de 1920. A Casa Malhoa foi então adquirida pelo comerciante Dionísio Vasques. Em 1932, por aquisição em hasta pública, a mesma foi comprada pelo médico oftalmologista Anastácio Gonçalves, grande colecionador de arte, que nela residiu até à sua morte, em 1965.

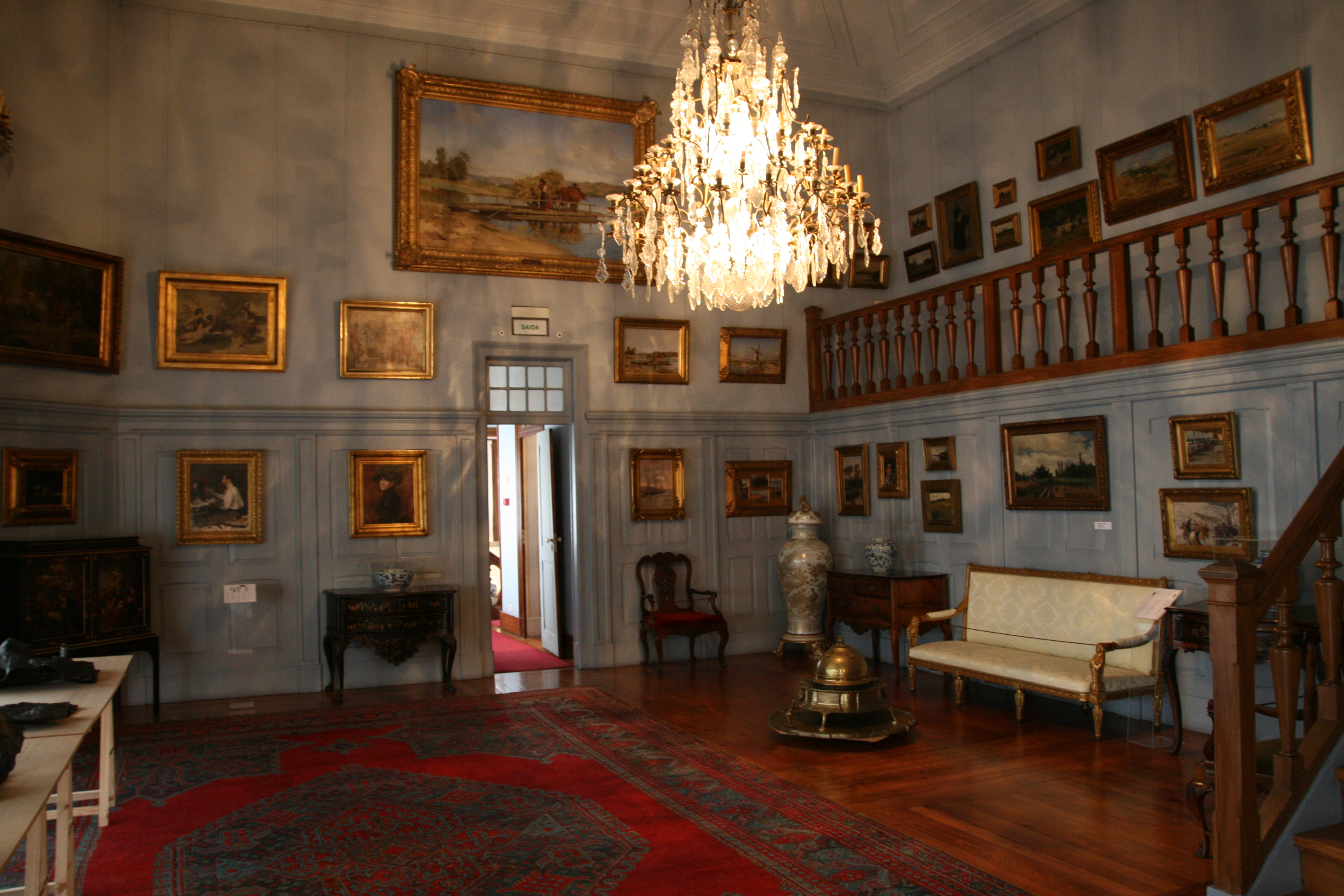
Interior da Casa Museu Dr. Anastácio Gonçalves

## Origem do museu
O Dr. Anastácio Gonçalves adquiriu a Casa Malhoa em 1932 utilizando-a como sua residência e principalmente como arquivo da sua vasta colecção de arte. A estrutura da casa nessa altura foi alvo de algumas alterações, como a mudança da cozinha para a cave.
Com o falecimento do Dr. Anastácio em 1965, a Casa-Museu passa, por vontade expressa do falecido, para o estado português em 1969.
O edifício abre as suas portas ao público, já como museu, em 1980, depois de ter sofrido algumas alterações de adaptação às suas novas funções. Entretanto, devido à exiguidade de espaço para o espólio existente, sofreu novas alterações em 1996, de acordo com o projecto arquitectónico elaborado pelos arquitectos Frederico George e Pedro George, em que foi anexado ao museu a moradia que existia ao lado. Esta moradia tinha sido projectada pelo arquitecto Norte Júnior.
Em 1987 já se tinham iniciado as obras de remodelação da casa António Pinto da Fonseca, como já referido também da autoria do arquitecto Norte Júnior, construída em 1908, que, sendo confinante à Casa Malhoa proporcionava a ampliação do museu. A junção desta casa veio acrescentar áreas de serviço disponibilizadas ao público, como uma loja, uma cafetaria, uma zona de recepção e algumas salas de exposição temporária. O museu reabriu em Dezembro de 1997 tal como se encontra nos dias de hoje.

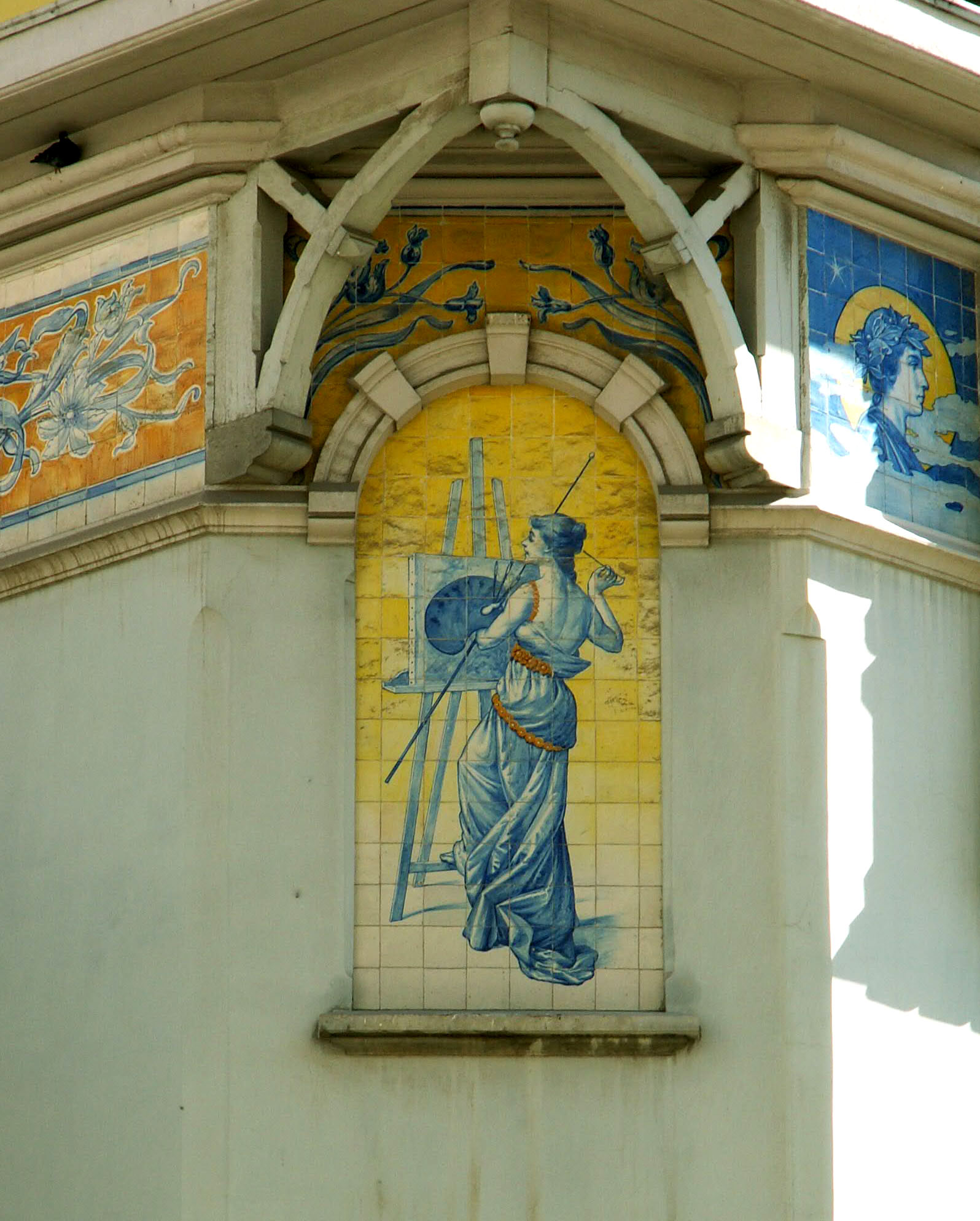
Pormenor do edifício, prémio Valmor em 1905

A Casa Museu Dr. Anastácio Gonçalves, está classificada, por proposta do IGESPAR, como Imóvel de Interesse Público.

## Colecção permanente
A Casa-Museu Dr. Anastácio Gonçalves é um espaço museológico da cidade de Lisboa onde se expõe o acervo reunido pelo médico colecionador António Anastácio Gonçalves. O conjunto de cerca de 3.000 obras de arte compõe-se por três grandes núcleos: 1. pintura portuguesa dos séculos XIX e XX que inclui obras de Tomás da Anunciação Vieira Portuense, Miguel Ângelo Lupi, Alfredo Keil, José Rodrigues, Marques de Oliveira, Silva Porto, José Malhoa, Domingos Sequeira, Columbano, 2. porcelana chinesa e 3. mobiliário português e estrangeiro. Existem ainda importantes núcleos de ourivesaria civil e sacra, pintura europeia, escultura portuguesa, cerâmica europeia, têxteis, numismática, medalhística, vidros e relógios de bolso de fabrico suíço e francês. Para além das obras reunidas pelo colecionador, a Casa-Museu encerra ainda um significativo espólio documental e um conjunto de desenhos, aguarelas e pequenos artefactos pertencentes ao espólio do pintor Silva Porto.

## Obras Seleccionadas

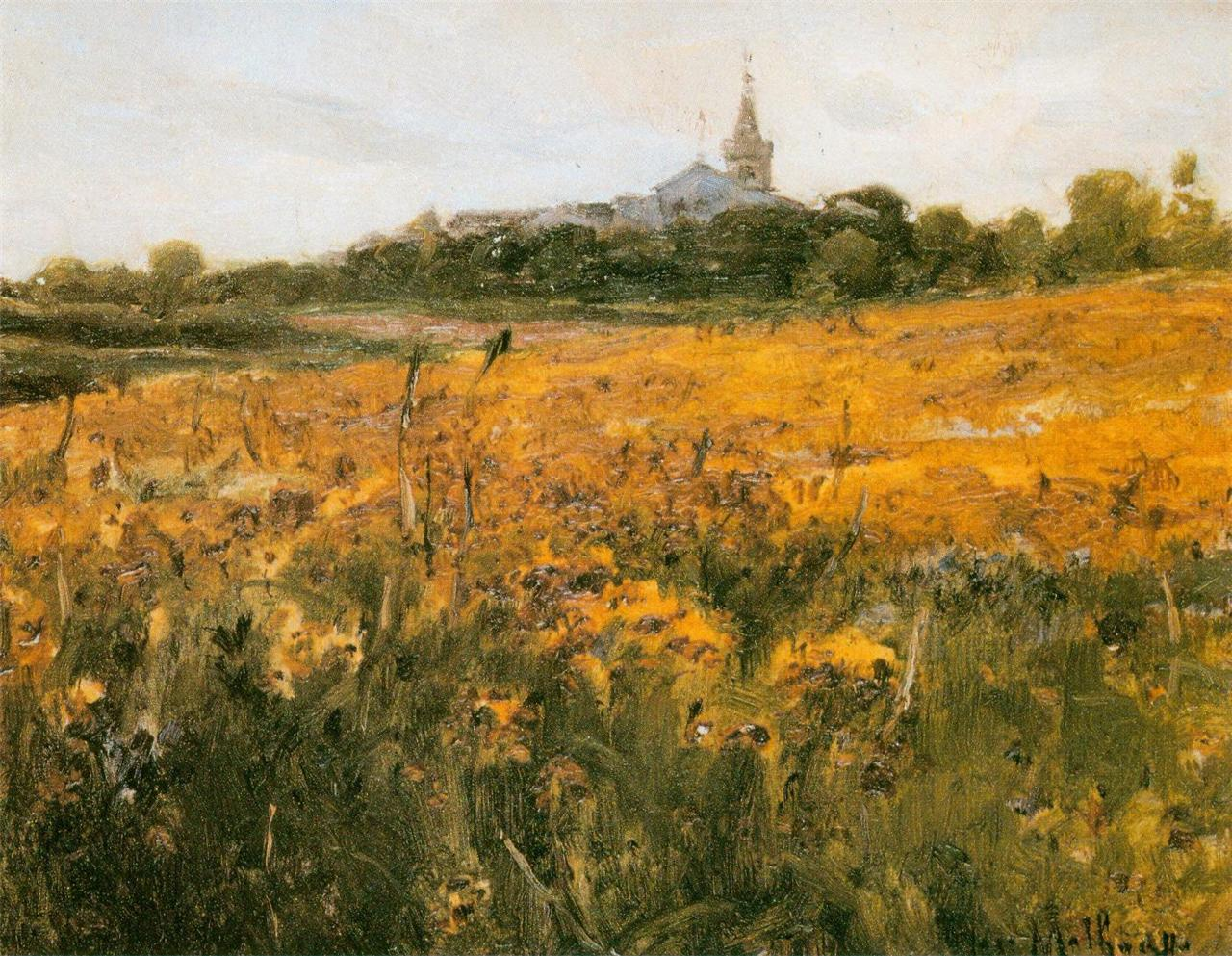
Paisagem, 1908 (Figueiró dos Vinhos, Portugal)
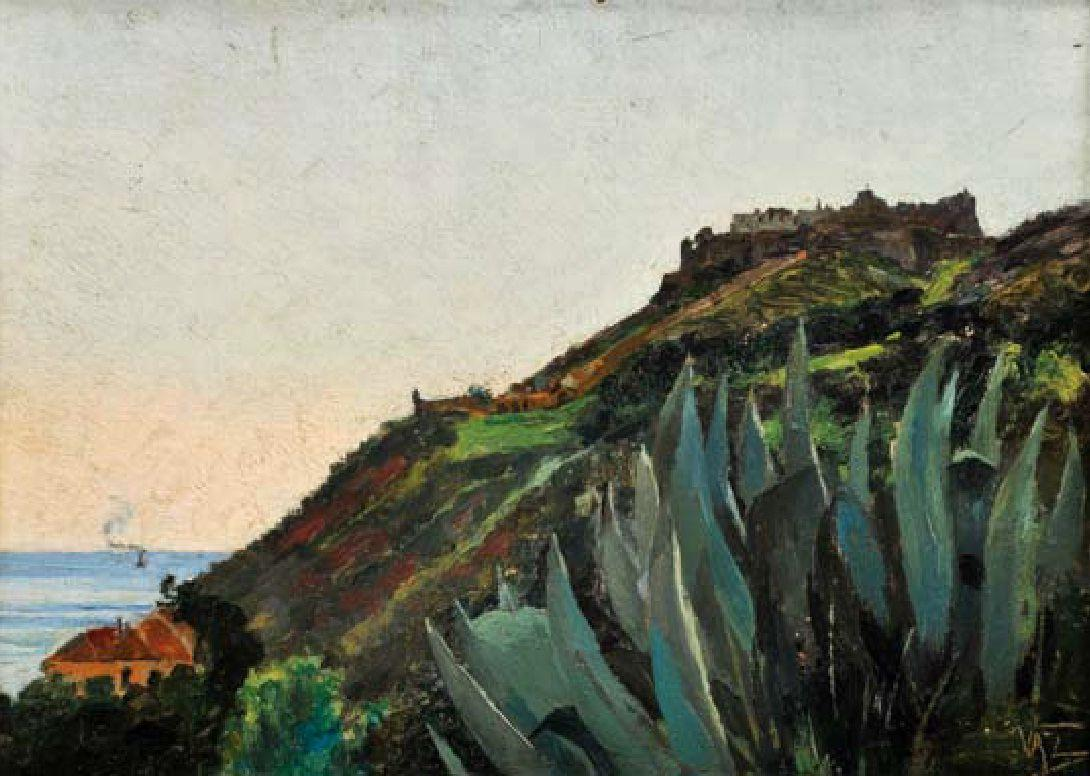
Fortaleza de São Filipe, Setúbal by João vaz
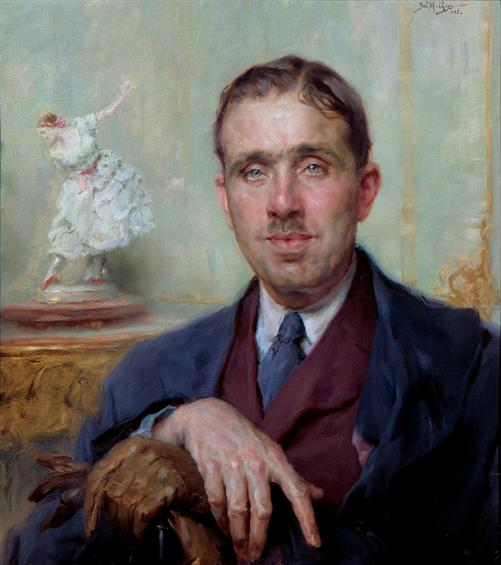
Retrato do Dr. Anastácio Gonçalves (1932) - José Malhoa

## Exposições temporárias
- Azul e Branco da China - 2 de Dezembro de 1997 a Setembro de 1998.
- Pintura na colecção Amaral Cabral – 9 de Dezembro de 1998 a Setembro de 1999.
- António Firmo da Costa. Um ourives de Lisboa através da sua obra – 26 de Janeiro de 2000 a Maio de 2000.
- Uma família de coleccionadores. Poder e Cultura. Antiga colecção Palmela – 21 de Fevereiro de 2001 a 30 de Setembro de 2001.
- Da Flandres e do Oriente. Escultura Importada. Colecção Miguel Pinto – de 10 de Julho de 2002 a Março de 2003.
- Henri Burnai: De Banqueiro a Coleccionador – 27 de Novembro de 2003 a 7 de Novembro de 2004.
- Colecção Dr. Anastácio Gonçalves. Peças em Reserva – 30 de Novembro de 2004 a 27 de Março de 2005.
- João Vaz. Um Pintor do Naturalismo – 31 de maio de 2005 a 30 de Novembro de 2005.